# 布格哈斯拉赫
布格哈斯拉赫（德語：Burghaslach）是德国巴伐利亚州的一个市镇。总面积43.98平方公里，总人口2472人，其中男性1220人，女性1252人（2011年12月31日），人口密度56人/平方公里。